# Бейкерсфилд Кондорс
«Бейкерсфилд Кондорс» (англ. Bakersfield Condors) — профессиональный хоккейный клуб, выступающий в АХЛ. Клуб находится в городе Бейкерсфилд (Калифорния). «Кондорс» являются фарм-клубом «Эдмонтон Ойлерз», выступающего в НХЛ. «Бейкерсфилд» играет на «Меканикс Бэнк-арене». Команда образована в 2015 году с целью заменить прежний фарм-клуб «Эдмонтона» «Оклахома-Сити Баронс».
Ранее под тем же названием существовали команды WCHL (1998—2003; в 1995—1998 — «Бейкерсфилд Фог») и ECHL (2003—2015).

## История
18 декабря 2014 года «Оклахома-Сити Баронс» и «Эдмонтон Ойлерз» согласились после окончания сезона 2014/2015 разорвать отношения. Месяц спустя, 29 января 2015 года, АХЛ объявила, что «Ойлерз» перенесут свою франшизу в Бейкерсфилд в качестве одного из пяти участников, которые составят основу нового Тихоокеанского дивизиона, начиная с сезона 2015/16. Название команды было определено в конкурсе, проходившем с 30 января по 15 февраля. Логотип был представлен 25 февраля. Расцветка логотипа 2 апреля. Цвета клуба: оранжевый, синий, белый.

## Статистика
Сокращения: И = сыгранные матчи в регулярном чемпионате, В = победы, П = поражения, ПО = поражения в овертаймах, ПБ = поражения по буллитам, Проц = процент набранных очков, ШЗ = забитые шайбы, ШП = пропущенные шайбы, Место = место, занятое в указанном дивизионе по итогам регулярного чемпионата, Плей-офф = результат выступления в плей-офф
| Сезон   | И  | В  | П  | ПО | ПБ | Очки | Проц  | ШЗ  | ШП  | Место            | Плей-офф       |
| 2015–16 | 68 | 31 | 28 | 7  | 2  | 71   | 52.2% | 212 | 222 | 5, Тихоокеанский | не участвовали |
| 2016–17 | 68 | 33 | 29 | 5  | 1  | 72   | 52.9% | 200 | 188 | 5, Тихоокеанский | не участвовали |